# Строгановская школа иконописи

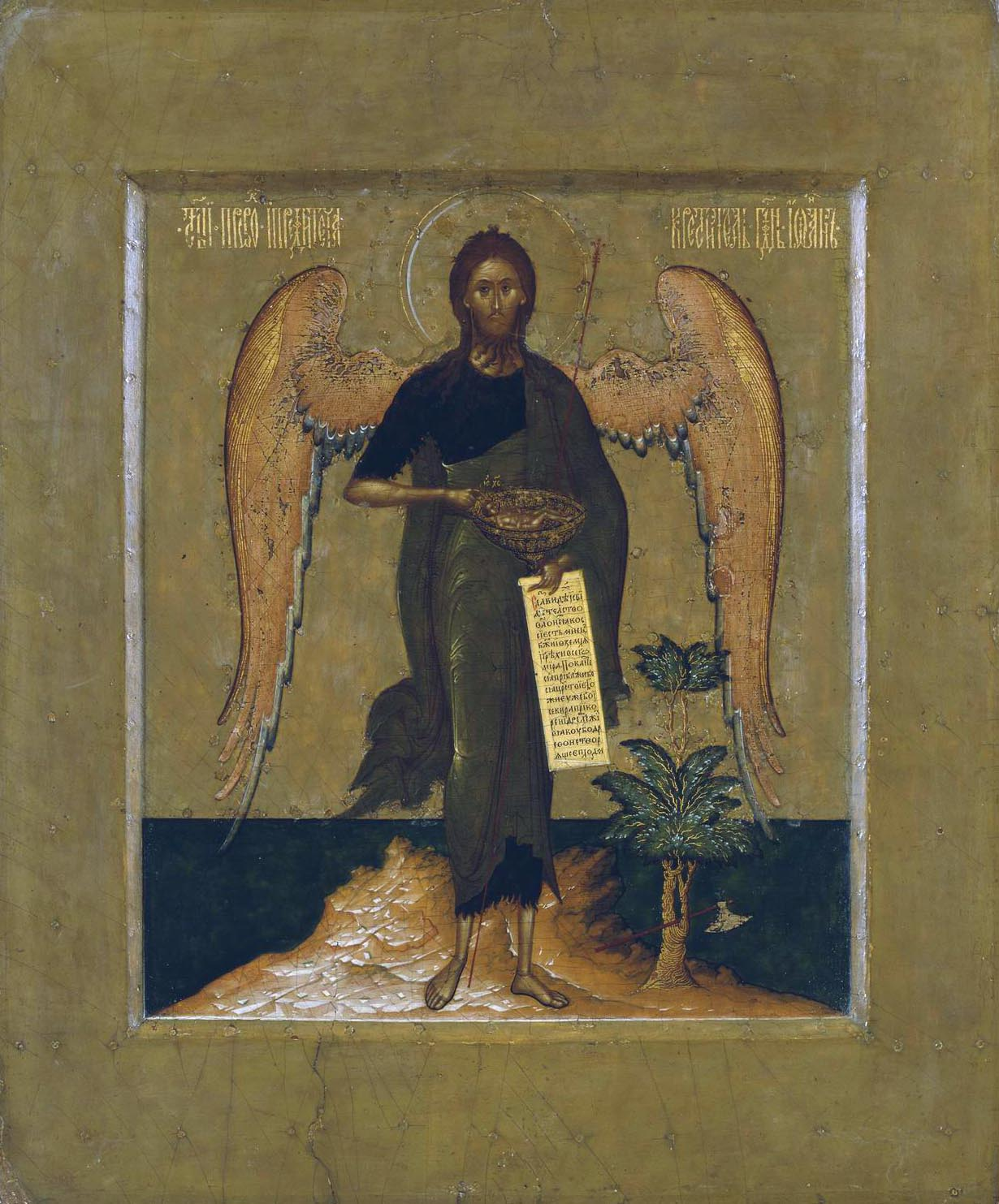
Икона Строгановской школы. Прокопий Чирин. Иоанн Предтеча — Ангел пустыни. 1620-е, ГТГ

Строгановская школа иконописи (или «строгановские письма») — русская школа иконописи, сложившаяся в конце XVI века. Получила своё название по имени богатых купцов-солепромышленников Строгановых, поскольку наиболее ярко проявилась в ряде произведений, связанных с их именем. Лучшие мастера школы были московскими иконописцами, работавшими в царских мастерских. Строгановы ввели в области иконописания разделение труда между иконописцами узкой специализации: «личник», «доличник», мастер «палатного письма», и т. п.
Впервые в истории древнерусской живописи художники строгановской школы открыли красоту и поэтичность пейзажа. На фонах многих икон показаны пейзажные панорамы с овражками и лесными полянами, с холмами, поросшими золотолиственными деревьями, травами и цветами, с извилистыми серебристыми реками, со множеством зверей и птиц.
Для живописи Строгановской школы Смутного времени характерно отсутствие праздничности и цветности, сумрачность цветовой гаммы, изображения защитников Родины (Сергей Радонежский, святые Борис и Глеб, другие). Развитие связей России с другими странами сказалось и на искусстве, которое стало утрачивать каноны, приобретать более светский характер, расширять тематику изображений.
Лучшие образцы Строгановской живописи принадлежат кисти главы Оружейной палаты Симона Ушакова, работавшего во второй половине XVII века. Известны такие его работы, как икона «Спас нерукотворный» (где мастер в выразительном крупном изображении лика смог продемонстрировать мастерство светотени, передачи анатомии, шелковистости волос и бороды, выражения глаз), работа «Насаждение древа государства Российского» с изображением Богоматери Владимирской в центре, кремлёвской стены в нижней части и медальонов-портретов самых значительных деятелей древней Руси на ветвях древа, картина «Воевода Скопин-Шуйский», представляющая собой парсуну (от слова «персона»), появившийся при нём тип портретного изображения, в то же время сохраняющий технику, стилистику и образный строй иконы. В выписанных Ушаковым портретах митрополитов и членов царской семьи он стремился к достижению портретного сходства.
Другой известный художник того времени — родившийся в Костроме Гурий Никитин, ярко и декоративно расписавший, в частности, основной четверик церкви Ильи Пророка в Ярославле.

## Наиболее известные представители
- Прокопий Чирин
- Никифор, Назарий, Фёдор и Истома Савины. Старший — Истома Савин — был государевым иконописцем
- Степан Арефьев
- Емельян Москвитин

## Особенности
- виртуозный рисунок и линии
- тщательная дробная и тонкая проработка деталей
- богатство орнамента
- сияющие и чистые краски
- многофигурные композиции
- пейзажные панорамы

## Характерные произведения
- икона «Никита-воин» Прокопия Чирина (1593, хранится в Государственной Третьяковской Галерее)
- икона «Иоанн Предтеча в пустыне» (20-30-е годы XVII века, хранится в Государственной Третьяковской Галерее)